# Редделл (Луїзіана)
Редделл (англ. Reddell) — переписна місцевість (CDP) в США, в окрузі Еванджелін штату Луїзіана. Населення — 904 особи (2020).

## Географія
Редделл розташований за координатами 30°40′7″ пн. ш. 92°25′37″ зх. д. / 30.66861° пн. ш. 92.42694° зх. д. (30.668747, -92.426825).  За даними Бюро перепису населення США в 2010 році переписна місцевість мала площу 9,86 км², уся площа — суходіл.

## Демографія
Згідно з переписом 2010 року, у переписній місцевості мешкали 733 особи в 275 домогосподарствах у складі 193 родин. Густота населення становила 74 особи/км².  Було 295 помешкань (30/км²).
Расовий склад населення:
| - 75,6 % — білих - 21,6 % — чорних або афроамериканців - 0,5 % — корінних американців - 0,3 % — азіатів |

До двох чи більше рас належало 1,8 %. Частка іспаномовних становила 0,5 % від усіх жителів.
За віковим діапазоном населення розподілялося таким чином: 31,2 % — особи молодші 18 років, 57,2 % — особи у віці 18—64 років, 11,6 % — особи у віці 65 років та старші. Медіана віку мешканця становила 32,4 року. На 100 осіб жіночої статі у переписній місцевості припадало 89,4 чоловіків;  на 100 жінок у віці від 18 років та старших — 88,1 чоловіків також старших 18 років.
Середній дохід на одне домашнє господарство  становив 41 195 доларів США (медіана — 46 129), а середній дохід на одну сім'ю — 49 426 доларів (медіана — 46 855). Медіана доходів становила 50 434 долари для чоловіків та 45 884 долари для жінок. За межею бідності перебувало 2,4 % осіб, у тому числі 0,0 % дітей у віці до 18 років та 16,3 % осіб у віці 65 років та старших.
Цивільне працевлаштоване населення становило 244 особи. Основні галузі зайнятості: освіта, охорона здоров'я та соціальна допомога — 36,9 %, сільське господарство, лісництво, риболовля — 25,4 %, роздрібна торгівля — 25,0 %.